# Idaga Hamus
Pour les articles homonymes, voir Hamus (homonymie).
Idaga Hamus (« Marché du mardi » en tigrigna) est une ville du nord de l'Éthiopie, située dans la Misraqawi Zone du Tigré. Elle se trouve à 14° 11′ N, 39° 34′ E et à 2 670 mètres d'altitude.

## Population
D'après les chiffres de l'Agence centrale de la statistique en 2005, Idaga Hamus a une population totale estimée à 8 474 personnes, dont 3 962 hommes et 4 512 femmes. Le recensement de 1994 indiquait une population totale de 4 883 personnes, dont 2 110 hommes et 2 773 femmes[9]. Avec Freweyni, c'est une des plus grandes localités du woreda de Saesi Tsaedaemba.

## Patrimoine
Un certain nombre d'églises creusées dans la roche ont été signalées près d'Idaga Hamus, notamment Debre Zakarios Giyorgis et Cherqos : Debre Zakarios Giyorgis et Cherqos, une église effondrée à Dengelat, Guwahigot Yesus et Yohannes.
L'église contemporaine de Maryam Techot est située au sommet d'une plate-forme aksoumite en gradins d'environ 2 mètres de haut, avec des blocs d'angle en pierre taillée. Un pilier monolithique et d'autres fragments sculptés dans la région pourraient avoir été récupérés de la structure axoumite qui se trouvait à l'origine sur cette plate-forme.